# Leichtathletik-Weltmeisterschaften 2011/Teilnehmer (Sierra Leone)
| Gelbes Symbol für Goldmedaillen mit stilisierten Olympischen Ringen | Graues Symbol für Silbermedaillen mit stilisierten Olympischen Ringen | Braundes Symbol für Bronzemedaillen mit stilisierten Olympischen Ringen |
| ------------------------------------------------------------------- | --------------------------------------------------------------------- | ----------------------------------------------------------------------- |
| —                                                                   | —                                                                     | —                                                                       |

Der Leichtathletik-Verband Sierra Leones stellte bei den Leichtathletik-Weltmeisterschaften 2011 im koreanischen Daegu zwei Teilnehmer.

## Ergebnisse

### Männer

#### Laufdisziplinen
| Athlet       | Disziplin | Vorlauf | Vorlauf | Halbfinale    | Halbfinale    | Finale        | Finale        |
| Athlet       | Disziplin | Zeit    | Platz   | Zeit          | Platz         | Zeit          | Platz         |
| ------------ | --------- | ------- | ------- | ------------- | ------------- | ------------- | ------------- |
| Thomas Vandy | 800 m     | DNS     | DNS     | ausgeschieden | ausgeschieden | ausgeschieden | ausgeschieden |

### Frauen

#### Sprung/Wurf
| Athletin  | Disziplin  | Qualifikation | Qualifikation | Finale        | Finale        |
| Athletin  | Disziplin  | Weite/Höhe    | Platz         | Weite/Höhe    | Platz         |
| --------- | ---------- | ------------- | ------------- | ------------- | ------------- |
| Ola Sesay | Weitsprung | 5,94 m        | 32            | ausgeschieden | ausgeschieden |